# Willi Hutter
Willi Hutter (* 3. November 1896 in Mannheim; † 27. Juni 1936) war ein deutscher Fußballspieler. Der Stürmer brachte es auf zwei Einsätze in der deutschen Fußballnationalmannschaft.

## Laufbahn
In der Jugend spielte Willi Hutter beim FC Hertha Mannheim. Ein kurzes Zwischenspiel hatte der Offensivspieler 1914/15 beim VfR Mannheim, ehe er bis Oktober 1921 bei den Blau-Schwarzen des SV Waldhof seine Karriere fortsetzte. In den zwei Runden 1919/20 und 1920/21 gewann er mit Waldhof jeweils die Meisterschaft im Kreis Odenwald und zog damit in die Endrunde um die süddeutsche Meisterschaft ein. Mit den Mitspielern Theodor Lohrmann (Torhüter), Sepp Herberger und Karl Höger scheiterte Waldhof jedoch zweimal am späteren Deutschen Meister 1. FC Nürnberg. Das Waldhöfer-Innentrio ging in die Fußballgeschichte als der legendäre „H-Innensturm“ ein, dessen technisch brillante Spielkultur den Blau-Schwarzen reichsweite Bewunderung einbrachte. Insbesondere die gezeigten Leistungen in den Spielen und die süddeutsche Meisterschaft machten den Spielausschuss des DFB auf die Walhof-Stürmer aufmerksam. Beim Länderspiel am 18. September 1921 in Helsinki gegen Finnland bildeten die drei Waldhof-Angreifer zusammen mit Hans Kalb und Karl Wolter den deutschen Angriff. Für Hutter und Herberger war es das Debüt in der Nationalmannschaft.
Im Zuge der so genannten „Berufsspieleraffäre“ wechselte Hutter 1921 in das Saarland zu Saar 05 Saarbrücken. Mit seinem neuen Verein gewann er 1921/22 die Meisterschaft im Kreis Saar vor dem SV Trier, SV Völklingen und FV Saarbrücken, verlor aber mit seinen Mannschaftskameraden das Bezirksendspiel gegen Borussia Neunkirchen. Am 26. März 1922 kam er in der Nationalmannschaft zu seinem zweiten Länderspieleinsatz. In Frankfurt gab es ein 2:2-Remis gegen die Schweiz. Der deutsche Sturm war in der Besetzung mit Fritz Retter, Andreas Franz, Leonhard Seiderer, Hutter und Heinrich Altvater angetreten. Als Besonderheit seines zweiten Länderspiels ist notiert, dass Mittelstürmer Seiderer ab der 62. Minute für den verletzten Torhüter Lohrmann das Tor der DFB-Elf hüten musste.
Ab der Runde 1925/26 war der Sportlehrer für den Bonner FV aktiv. Er belegte mit Bonn in der Saison 1926/27 in der Rheinbezirksklasse hinter Meister Kölner CfR den zweiten Rang. Am 10. Oktober 1926 trat er mit der Auswahl von Westdeutschland im Wettbewerb des Bundespokal gegen die Vertretung von Norddeutschland an. Er spielte bei der 1:2-Niederlage in Köln im westdeutschen Angriff als Mittelstürmer, Karl Zolper stand im Tor und Konrad Heidkamp war als linker Außenläufer im Einsatz.
Er verstarb 1936 an den Folgen eines Motorradunfalls.